# رنگینک مخملی
رنگینک مخملی (نام علمی: Lepidothrix velutina) گونه‌ای از پرندگان تیرهٔ رنگینکان (Pipridae) است. از کاستاریکا تا اکوادور یافت می‌شود. زیستگاه طبیعی آن جنگل‌های جلگه‌ای نمناک نیمه‌گرمسیری یا گرمسیری است.